# Sacrificium
El Sacrificium es la oración que el sacerdote celebrante dice en secreto durante la preparación del pan y el vino, en el ofertorio de la misa, preparando la eucaristía. Recibe este nombre por estar relacionada con el Sacrificio de Cristo que se conmemora en esta celebración.